# Aeropuerto de Gjoa Haven
El Aeropuerto de Gjoa Haven (del inglés: Gjoa Haven Airport) (IATA: YHK, OACI: CYHK) está ubicado a 1,5 MN (2,8 km; 1,7 mi) al suroeste de Gjoa Haven, Nunavut, Canadá y es operado por el gobierno de Nunavut.

## Aerolíneas y destinos
- Canadian North
  - Yellowknife / Aeropuerto de Yellowknife
  - Cambridge Bay / Aeropuerto de Cambridge Bay
  - Kugaaruk / Aeropuerto de Kugaaruk
  - Taloyoak / Aeropuerto de Taloyoak
  - Kugluktuk / Aeropuerto de Kugluktuk
- First Air
  - Yellowknife / Aeropuerto de Yellowknife
  - Cambridge Bay / Aeropuerto de Cambridge Bay
  - Kugaaruk / Aeropuerto de Kugaaruk
  - Taloyoak / Aeropuerto de Taloyoak
  - Kugluktuk / Aeropuerto de Kugluktuk
- Kenn Borek Air
  - Cambridge Bay / Aeropuerto de Cambridge Bay